# Sayuri Uchida
Sayuri Uchida (うちだ さゆり— Uchida Sayuri?) (Prefectura de Kanagawa, Japón; 25 de octubre de 1972) es una actriz japonesa que tuvo un rol protagónico como "Ako Hayasaka" en la serie de TV Super Sentai Chōjin Sentai Jetman, emitido por TV Asahi desde 15 de febrero de 1991 hasta el 14 de febrero de 1992 en 51 episodios.

## Filmografía

### TV
- Dokincho! Nemurin: (Fuji TV, 1984 - 1985), Mako Ooishi
- Papa Goukaku Mama wa Shikkaku: (NTV, 1986) - Kaori Kurata
- ¡Oyobi de nai Yatsu!: (episodio 9) (TBS, 1987)
- Momoiro Gakuen Toshi Sengen, Batsu Benten Jogakukan: (Fuji TV, 1987)
- Kōsoku Sentai Turboranger: (episodio 8) (TV Asahi, 1989) - Yumi Sakakibara
- Chōjin Sentai Jetman: (TV Asahi, 1991 - 1992) - Ako Hayasaka / Blue Swallow
- Sasurai Keiji Ryojou-Hen V: (TV Asahi, 1992) - Harumi Tanaka
- Utau! Dai Ryuuguujou: (episodio 16) (Fuji TV, 1992) - Sayori
- Hyakujuu Sentai Gaoranger: (episodio 6) (TV Asahi, 2001) - Shimada

### V-Cinema
- B-Robo Kabutack: The Epic Christmas Battle!!: (Toei Video, 1997)

### Película
- Miriko wa Makenai
- Super Sentai World: (1994) - Solo voz de Blue Swallow

### CM
- Hagoromo Foods / Sea Chicken
- Yomiuri Land
- 7-Eleven
- Kao / Kaori Haiter
- House Foods / Vermont Curry